# جون بليسدل كورليس
جون بليسدل كورليس هو محامي وسياسي أمريكي، ولد في 7 يونيو 1851 في ريتشفورد في الولايات المتحدة، وتوفي في 24 ديسمبر 1929 في ديترويت في الولايات المتحدة. نشط حزبياً في الحزب الجمهوري. وقد انتخب عضو مجلس النواب الأمريكي ‏.